# 弗盧赫特科格爾山
46°51′28″N 10°47′33″E / 46.85778°N 10.79250°E

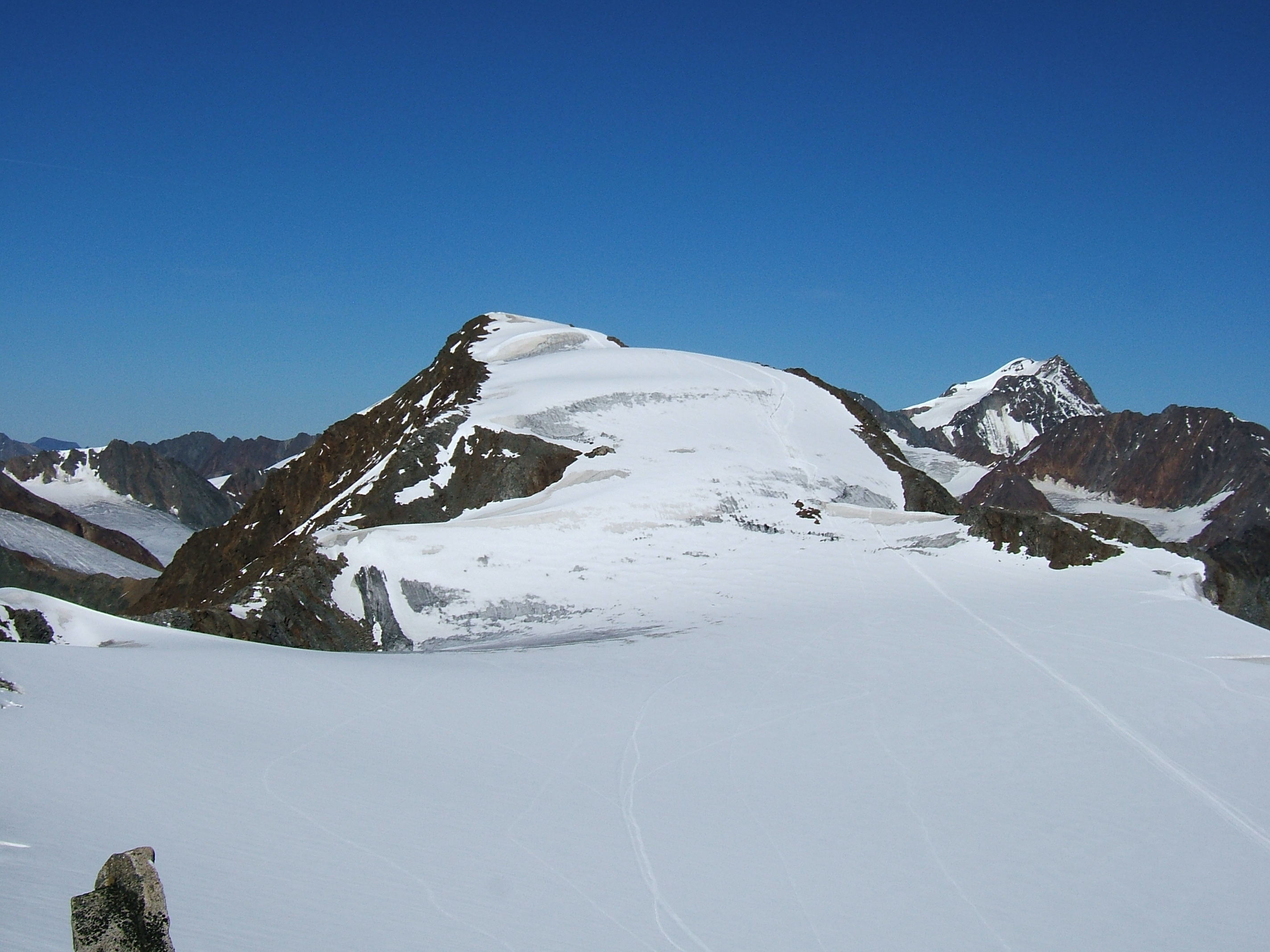

弗盧赫特科格爾山（德語：Fluchtkogel），是奧地利的山峰，位於該國西部，由蒂羅爾州負責管轄，屬於奧茨塔爾阿爾卑斯山脈的一部分，海拔高度3,494米，人類在1869年7月19日首次登頂。